# Pospostmodernismo
Pospostmodernismo es un término que se aplica a un amplio conjunto de la evolución de la teoría crítica, filosofía, arquitectura, arte, la literatura y cultura que están saliendo de y reaccionando ante el posmodernismo. Otro reciente término similar es metamodernismo.

## Periodización
La mayoría de los estudiosos coinciden en que el movimiento moderno se inició en el siglo XIX y continuó como fuerza cultural dominante en los círculos intelectuales de la cultura occidental hasta bien entrada la segunda mitad del siglo XX. Como todas las épocas, el modernismo abarca múltiples direcciones individuales en competencia y es imposible definir como una unidad discreta o totalidad. Sin embargo, sus principales características generales se piensan a menudo para incluir un énfasis en la "estética radical, la experimentación técnica, espacial o rítmica, en lugar de forma cronológica, [y] reflexividad autoconsciente" así como la búsqueda de la autenticidad en las relaciones humanas, la abstracción en el arte y utópicos esfuerzo. Estas características no existen normalmente en el postmodernismo o son tratados como objetos de ironía.
El Postmodernismo surgió después de la Segunda Guerra Mundial como una reacción a los fracasos percibidos en el modernismo, cuyos proyectos artísticos radicales habían llegado a ser asociados con el totalitarismo o habían sido asimilados en la cultura dominante. Las características básicas de lo que ahora llamamos posmodernismo se pueden encontrar ya en la década de 1940, especialmente en la obra de Jorge Luis Borges. Sin embargo, la mayoría de los estudiosos de hoy están de acuerdo en que el posmodernismo comenzó a competir con la modernidad a finales de 1950 y ganó ascendencia sobre él en los años 1960. Desde entonces, el postmodernismo ha sido dominante, aunque no indiscutible, fuerza en el arte, la literatura, el cine, la música, el teatro, la arquitectura y la filosofía. Las características sobresalientes de la posmodernidad normalmente incluyen el juego irónico con estilos, citas y niveles narrativos, un escepticismo metafísico o nihilismo hacia la "gran narrativa" de la cultura occidental, una preferencia por lo virtual a expensas de lo real (o más exactamente, un cuestionamiento fundamental de lo que "lo real" constituye) y una "disminución del afecto" por parte del sujeto, que se encuentra atrapado en el libre juego de lo virtual, signos interminables y reproducibles que inducen un estado de conciencia similar a la esquizofrenia.
Desde finales de 1990 ha habido una pequeña pero creciente sensación tanto en la cultura popular como en el mundo académico de que la posmodernidad "ha pasado de moda." Sin embargo, ha habido pocos intentos formales para definir y nombrar la época sucesiva al posmodernismo, y ninguna de las designaciones propuestas todavía se ha convertido en parte del uso corriente.

## Definiciones
El consenso sobre lo que constituye una época casi no se puede lograr mientras aquella época todavía está en sus etapas tempranas. Sin embargo, un tema positivo común de los actuales intentos de definir post-postmodernismo es que la fe, la confianza, el diálogo, el rendimiento y la sinceridad puede trabajar para trascender la ironía postmoderna. Las siguientes definiciones, que varían mucho en profundidad, enfoque y alcance, se enumeran en el orden cronológico de su aparición.
En 1995, el arquitecto, paisajista y urbanista Tom Turner hizo un libro llamando a un giro post-posmoderno en la planificación urbana. Turner critica el credo posmoderno del "todo vale" y sugiere que "las profesiones del entorno construido son testigos de los albores graduales de un post-postmodernismo que pretende atemperar la razón con la fe." En particular, Turner aboga por el uso de patrones orgánicos y geométricos atemporales en la planificación urbana. Como fuentes de tales patrones que cita, entre otras, la obra taoísta de influencia del arquitecto norteamericano Christopher Alexander, la psicología gestalt y el concepto del psicoanalista Carl Jung de arquetipos. En cuanto a la terminología, Turner nos insta a "adoptar post-postmodernismo - y orar por un nombre mejor."
En su libro de 1999 sobre "Russian postmodernism", el eslavo ruso-estadounidense Mikhail Epstein sugiere que el posmodernismo "es [...] parte de una formación histórica mucho mayor", lo que él llama "posmodernidad”. Epstein cree que la estética posmoderna eventualmente se convertirá en algo totalmente convencional y brindará las bases para un nuevo tipo, no irónico de la poesía, que él describe utilizando el prefijo"trans-":

Al considerar los nombres que posiblemente podría usarse para designar la nueva era después de "posmodernidad", se encuentra que el prefijo "trans" se destaca de una forma especial. El último tercio del siglo 20 se desarrolló bajo el signo de "post", que marcó la desaparición de tales conceptos de la modernidad como "la verdad" y "objetividad", "alma" y "subjetividad", "utopía" y "idealidad" "origen primario" y "originalidad", "sinceridad" y "sentimentalismo". Todos estos conceptos ya se están renaciendo en forma de "trans-subjetividad", "trans-idealismo", "trans-utopía", "trans-originalidad", "trans-lirismo", "trans-sentimentalismo", etc.

Como ejemplo Epstein cita el trabajo del poeta ruso contemporáneo Timur Kibirov.
El término post-milenarismo fue introducido en 2000 por el teórico cultural de Estados Unidos Eric Gans para describir la época después de la postmodernidad en términos éticos y sociopolítico. Gans asocia estrechamente el postmodernismo con el "pensamiento victimario", que él define como basada en una oposición ética no negociable entre perpetradores y víctimas derivadas de la experiencia de Auschwitz y Hiroshima. En opinión de Gans, la ética del postmodernismo se deriva de la identificación con la víctima periférica y desdeñando el centro utópico, ocupado por el agresor. El posmodernismo, en este sentido, está marcado por una víctima política que es productiva en su oposición y crítica a la utopía modernista y el totalitarismo, pero improductivos hacia su resentimiento contra el capitalismo y la democracia liberal, que él ve como los agentes a largo plazo de la reconciliación global. En contraste con el postmodernismo, el post-milenarismo se caracteriza por el rechazo del pensamiento victimario y una vuelta al "diálogo no victimario" que "disminuye [...] la cantidad de resentimiento en el mundo." Gans ha desarrollado el concepto de post-milenarismo aún en muchas de sus crónicas de internet Chronicles of Love and Resentment y el término se alió estrechamente su teoría de la antropología generativa y su concepto escénico de la historia.
En 2006, el erudito británico Alan Kirby formuló una evaluación sociocultural del post-postmodenismo que llamó "pseudo-modernismo". Kirby asocia el pseudo-modernismo con la trivialidad y superficialidad que resulta de la participación instantánea, directa y superficial en la cultura posible gracias al Internet, los teléfonos móviles, la televisión interactiva y otros medios similares: "En el pseudo-modernismo telefoneas, das click, pulsas, navegas, eliges, te mueves, haces transferencias directas."
Los "estados intelectuales típicos" del Pseudo-modernismo están además descritos como "la ignorancia, el fanatismo y la ansiedad" que se es dicho para producir un "estado de trance" en los que participan en ella. El resultado neto de esta superficialidad inducida por los medios y la participación instantánea de los acontecimientos triviales es un "silencio autista" sustituyendo "la neurosis de la modernidad y el narcisismo del postmodernismo. "Kirby no ve obras estéticamente valiosas que salgan de pseudo-modernismo." Como ejemplos de su trivialidad cita reality shows, programas de noticias interactivas, "las tonterías que se encuentran [...] en algunas páginas de Wikipedia", documentos de jabones y el cine ensayístico de Michael Moore o Morgan Spurlock. En un libro publicado en septiembre de 2009 titulado Digimodernism: How New Technologies Dismantle the Postmodern and Reconfigure our Culture (Digimodernismo: cómo las nuevas tecnologías Desmontan lo posmoderno y reconfiguran nuestra cultura) Kirby desarrolla y matiza sus puntos de vista sobre la cultura y la textualidad en las secuelas del posmodernismo.
En 2010 los teóricos culturales Timoteo Vermeulen y Robin van den Akker introdujeron el término "metamodernism" como una intervención en el debate post-postmodernismo. En su artículo 'Notes on metamodernism' (Notas sobre metamodernismo) ellos afirman que la década del 2000 está caracterizada por la emergencia de una sensibilidad que oscila entre lo que debe estar situado más allá de las posiciones modernas y estrategias posmodernas. Como ejemplos de la sensibilidad metamoderna Vermeulen y van den Akker citan la 'ingenuidad informada', el 'idealismo pragmático' y el 'fanatismo moderado' de las diversas respuestas culturales a, entre otros, el cambio climático, la crisis financiera y la inestabilidad (geo)política.
Estéticamente, el metamodernismo se ejemplifica con las prácticas tan variadas como la arquitectura de BIG y Herzog y de Meuron, el cine de Michel Gondry, De Spike Jonze y Wes Anderson, los músicos / artistas sonoros como CocoRosie, Antony and the Johnsons, Georges Lentz y Devendra Banhart, las obras de arte de Peter Doig, Olafur Eliasson, Ragnar Kjartansson, Šejla Kamerić y Paula Doepfner, y los escritos de Haruki Murakami, Roberto Bolaño, David Foster Wallace y Jonathan Franzen, ya que cada uno de ellos se han tipificado por una oscilación continua, un constante reposicionamiento entre las actitudes y modos de pensar evocados de lo moderno y de lo posmoderno, pero, en última instancia, sugiere otra sensibilidad que no es de ellos, una que negocia entre el anhelo de  verdades universales y  el relativismo, entre  el deseo de sentido y una duda sobre  el sentido de todo esto, entre  la esperanza y la melancolía,  la sinceridad y la ironía,  el saber interior y  la ingenuidad,  la construcción y deconstrucción.
El prefijo "meta" aquí no se refiere a alguna postura reflexiva o reflexión repetida, sino la  metaxy de Platón, que propone un movimiento entre los polos opuestos, así como fuera de ella.